# Dotaku

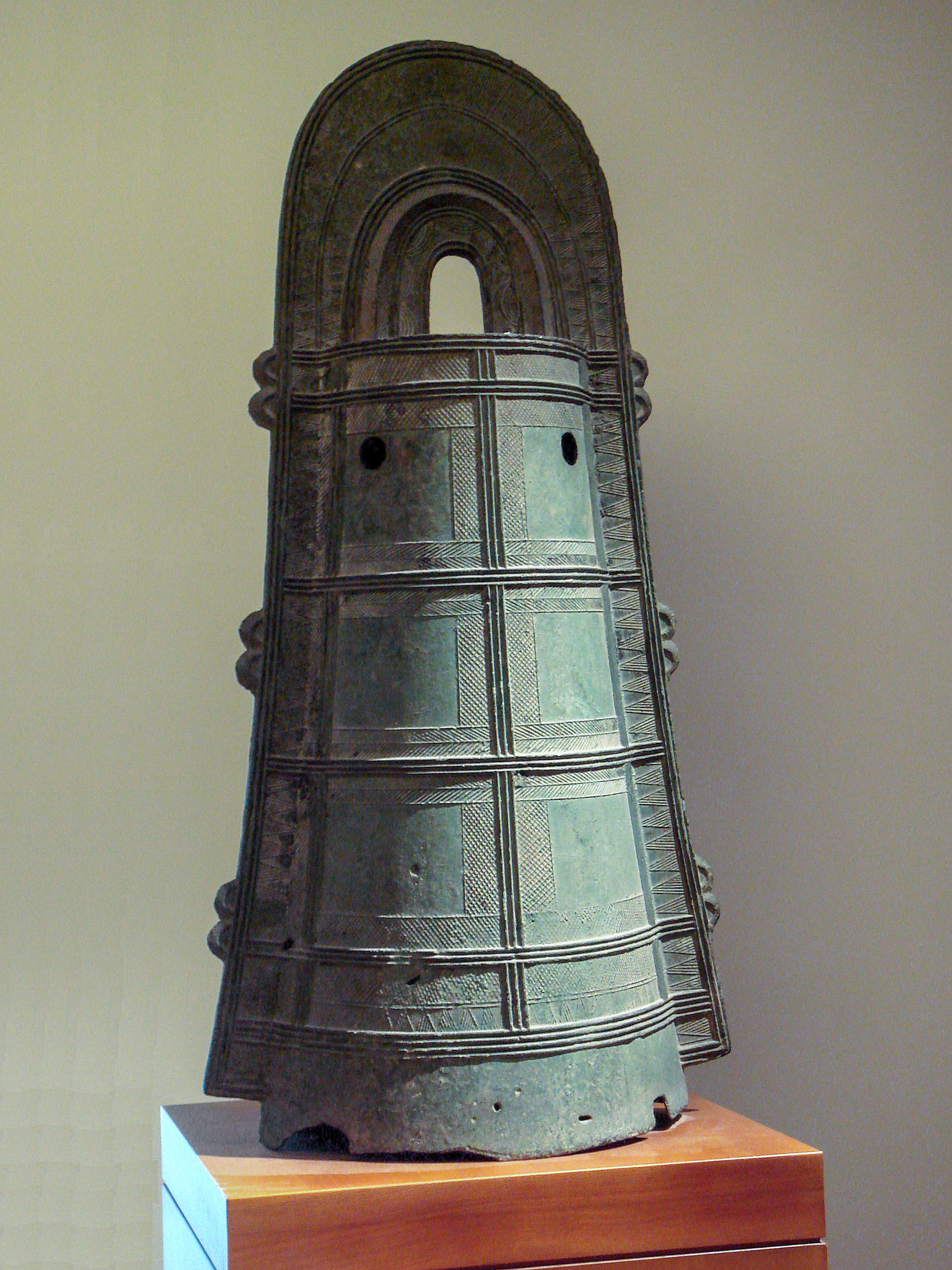
Um dotaku do período Yayoi, século 3º.

O Dōtaku (銅鐸) é um sino japonês forjado a partir de um bronze fino e é ricamente decorado.
O dotaku foi usado por cerca de 700 anos, entre os séculos IV a.C. e III d.C. (que corresponde ao fim do período Yayoi), e era usado quase somente como decorações em rituais. Eles eram ricamente decorados com padrões representando a natureza e animais, entre os quais libélula, louva-a-deus e aranhas. Os historiadores acreditam que o dotaku era usado para rezar por boas colheitas, visto que os animais desenhados nos sinos eram predadores das pestes de insetos que atacavam suas plantações.